# Dominique de Nicomédie
Dominique de Nicomédie ou Kyriaki de Nicomédie († 304) est une sainte chrétienne fêtée par l'Église catholique le 6 juillet et par les Églises orthodoxes le 7 juillet .